# 氮(II)酸
氮(II)酸或次硝酸是不稳定的低氧化态的氮含氧酸，化学式为H4N2O4，其中氮为+2价。它的盐为N
2O4−
4或NO2−
2。
Edward Bedford Maxted最初在电解亚硝酸钠的液氨溶液中得到了这种酸，亮黄色的物质（Na2NO2）在阴极上沉积。Na2NO2也可以由钠和亚硝酸钠在液氨中混合得到。这种盐和水反应，生成亚硝酸钠、氢氧化钠和氢气。LiNaNO2是已知的，在130 °C爆炸。Na4N2O4可由钠蒸气扩散至亚硝酸钠粉末得到。
这种酸可在亚硝酸和高氯酸亚铕的还原反应中生成。